# Dane Korica
Dane Korica (Slatina, Kutina, 10. lipnja 1945.), hrvatski i srbijanski atletičar, trkač dugoprugaš, savezni trener u doba SFRJ, danas visoki srbijanski atletski dužnosnik. Osvajač je zlatnog odličja na Univerzijadi u Moskvi 1973. godine. 
S atletikom se počeo baviti u Hrvatskoj u AK Moslavini. Športski mu je idol bio Franjo Mihalić. Karijeru je nastavio u Crvenoj zvezdi. Državni rekorder i prvak na 5000 i 10.000 m. Sudionik europskih prvenstava.
Sudionik OI 1972. u Münchenu na 10.000 metara, gdje je bio 7.
Dio je velike skupine športaša iz Hrvatske koji su športsku karijeru poslije drugog svjetskog rata nastavili u Srbiji, u Beogradu. Po sovjetskom uzoru, atletičari su u milicijskom klubu iz glavnog grada imali neusporedivo bolje uvjete. Tako je u Crvenoj zvezdi bilo takvih uvjeta i brojni su športaši iz Hrvatske završili u Beogradu; Korica je završio u Zvezdi. Tako se našao u društvu Ivana Gubijana, Zvonka Sabolovića, Nede Farčića, Drage Štritofa, Andrije Ottenheimera, Borisa Brnada, Franje Mihalića, Zdravka Ceraja, Kreše Račića, Petra Šegedina, Ivice Karasija (svi u Partizanu) te Diane Sakač Ištvanović i Dunje Jutronić (u Crvenoj zvezdi).